# Cesare Mattei
Conte Cesare Mattei (Bologna, 11 gennaio 1809 – Grizzana Morandi, 3 aprile 1896) è stato un politico, letterato e omeopata italiano.

## Biografia

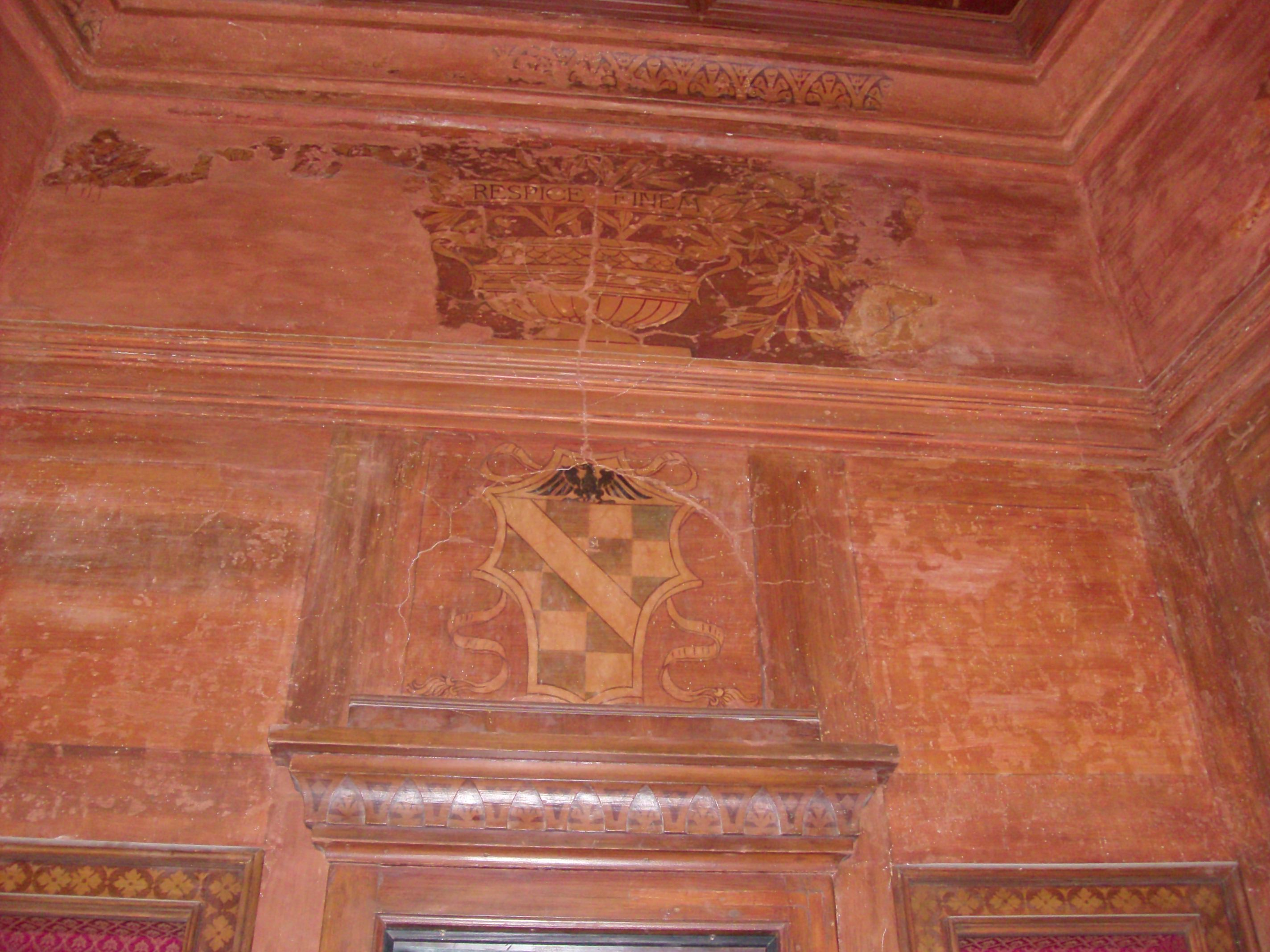
Stemma della famiglia Mattei. Blasonatura: scaccato d'argento e di verde di cinque file alla banda d'oro attraversante sul tutto, col capo dell'Impero

Nacque a Bologna l'11 gennaio 1809 da famiglia agiata, e crebbe a contatto con alcuni pensatori dell'epoca come Marco Minghetti e Paolo Costa.
Nel 1837 fu uno dei fondatori della Cassa di Risparmio in Bologna. Ricevette il titolo di conte nel 1847 da papa Pio IX a fronte di una donazione terriera in quel di Comacchio che avrebbe aiutato lo Stato pontificio a fermare l'avanzata austriaca.
Venne nominato Deputato al Consiglio di arruolamento della Guardia Civica Bolognese con il grado di tenente colonnello e capo dello Stato Maggiore, carica che venne poi abbandonata in quanto eletto, nel 1848, deputato al Parlamento di Roma.
Nel 1850, dopo la morte della madre a causa di un tumore al seno, decise di ritirarsi dalla vita politica per dedicarsi allo studio della medicina da autodidatta. Acquistò i terreni dove sorgevano le rovine dell'antica rocca di Savignano e il 5 novembre dello stesso anno pose la prima pietra del castello che avrebbe chiamato "Rocchetta", dove si stabilì definitivamente a partire dal 1859.

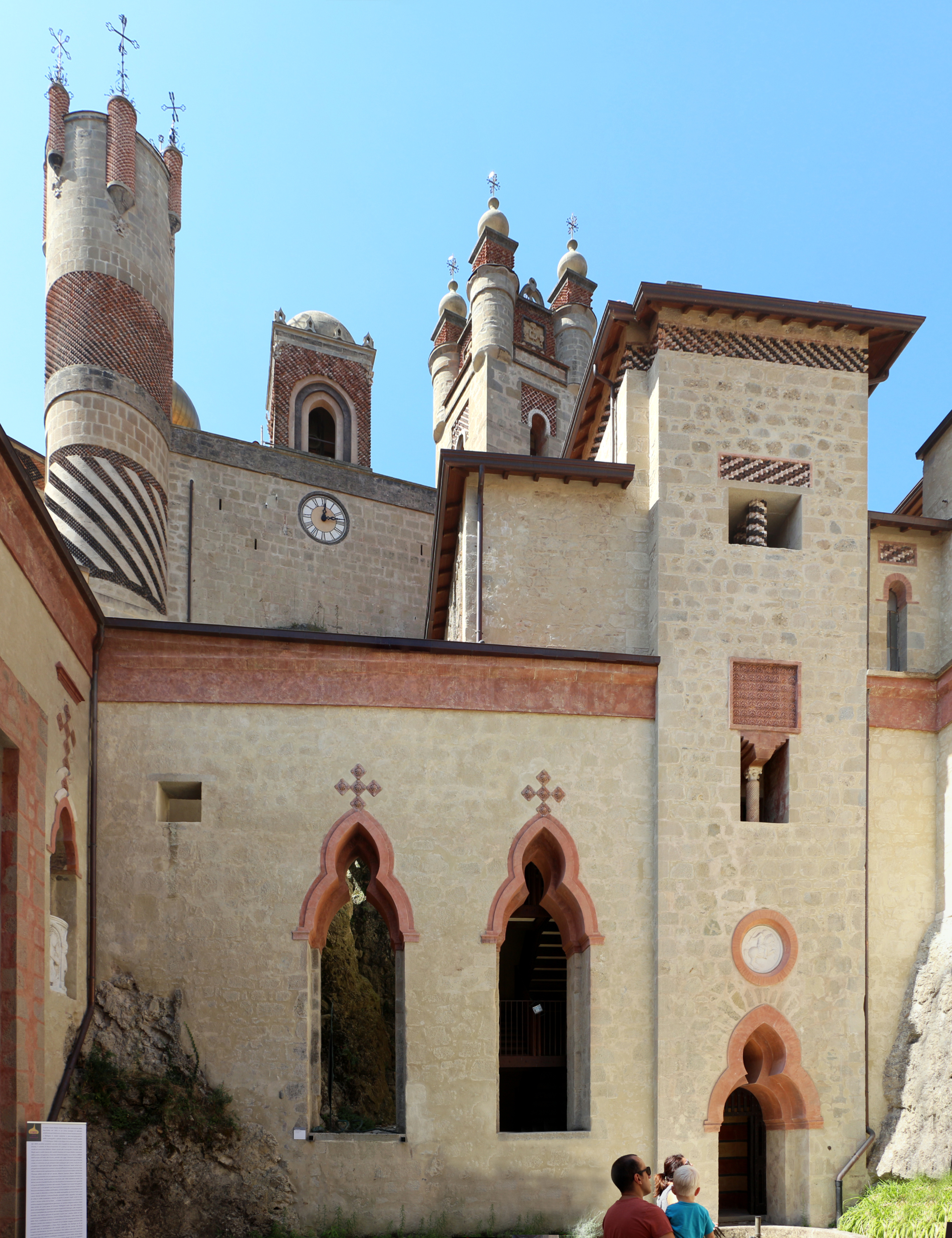
La suggestiva Rocchetta Mattei che il conte fece costruire nel 1850 sulle rovine dell'antica rocca di Savignano, e dove egli dimorò stabilmente a partire dal 1859

Andando oltre le teorie di Hahnemann (fondatore dell'omeopatia), pur non essendo laureato, elaborò una nuova teoria medica che chiamò Elettromiopatia (o Elettromeopatia) e nel 1859, benché avversato dalla classe medica, iniziò la produzione dei presunti rimedi elettromeopatici esportandoli anche all'estero. Nacque un deposito centrale a Bologna e altri 26 depositi autorizzati in tutto il mondo che crebbero fino a 107 nel 1884, tra i più importanti il Consorzio di Ratisbona (Regensburg), la Mattei Home (Londra) e quelli in Belgio, Stati Uniti d'America, Haiti e Cina. Siccome non era laureato, operava sempre alla presenza di un medico, per non incorrere nel reato di esercizio abusivo della professione. Subì comunque un processo presso la pretura di Vergato nel 1887, per aver messo in vendita i suoi preparati nelle farmacie 
. L'elettromeopatia fu particolarmente popolare nel Regno Unito, dove suscitò un numero notevole di controversie.
Negli anni 1887/1888, errate speculazioni finanziarie del nipote Luigi Mattei, predestinato erede e co-intestatario di quasi tutte le proprietà, causarono una gravissima crisi economica alla famiglia. Non riuscendo a far fronte ai debiti e agli altissimi tassi degli usurai, molti beni vennero messi all'asta. La rovina minacciò di sommergere tutto il patrimonio, compresa la Rocchetta. Cesare decise di diseredare il nipote e riuscì a sanare in parte la situazione, coadiuvato dal suo collaboratore Mario Venturoli (1858-1937), che adottò nel 1888 in segno di riconoscenza. Nel 1895, ormai anziano e reso paranoico dalle continue dispute con i medici allopatici, a causa di una incomprensione con la nuora (sospettata di aver tentato di ucciderlo servendogli un caffè avvelenato), cacciò lei e Mario dal castello e in seguito li diseredò.
Morì il 3 aprile 1896 alla Rocchetta, all'età di 87 anni, a causa di un'influenza sfociata in asma che lo affliggeva fa tempo.
Durante la sua vita trovarono lavoro e benessere tutte le famiglie della zona, e il territorio, povero e poco abitato, conobbe sviluppo e prosperità anche grazie alla costruzione della Ferrovia Porrettana, con una stazione da lui voluta a Riola, funzionale al raggiungimento della Rocchetta Mattei, l'eclettico castello dove egli ricercava, produceva e distribuiva i suoi rimedi elettromeopatici.
Era sempre caritatevole con i poveri che avevano bisogno di cure ai quali dava i medicinali gratuitamente.
Il feretro fu trasportato nella chiesina di Savignano con l'onore della musica di Porretta e circa 2000 persone a seguito. Il 14 aprile 1896 fu celebrato un Ufficio con 60 sacerdoti e più di 6000 persone, che si accalcarono negli spazi intorno alla chiesa per rendergli omaggio.

## L'elettromeopatia dopo Mattei
Nel 1904 il Venturoli riuscì a risultare coerede con i nipoti, terminò i lavori alla Rocchetta, rimodernò case e villini e continuò l'attività elettromeopatica. Nel 1906, come espressamente richiesto nel suo testamento, le spoglie vennero portate in Rocchetta e tumulate nella cappella.
Nel 1914, nonostante la sua morte, i depositi aumentarono ancora e divennero ben 266 in tutto il mondo. Nel 1937 morì Mario Venturoli e alla conduzione dell'azienda successe la vedova, Giovanna Maria Longhi, che ereditò anche il segreto dei preparati elettromeopatici e ne continuò la produzione. Negli anni della seconda guerra mondiale avvenne il declino progressivo della azienda elettromeopatica e la Rocchetta subì moltissimi danni e saccheggi. Giovanna Maria Longhi e la figlia Iris Boriani si trasferirono così a Bologna. Nel 1956 morì Giovanna Maria Longhi, che lasciò il segreto alla figlia. L'industria elettromeopatica in breve tempo ridusse l'attività fino alla chiusura. Dopo la morte di Iris Boriani nel 1992, il segreto dei rimedi di Mattei passò prima alla figlia ed erede, Gianna Fadda Venturoli, poi, a seguito del decesso di quest'ultima nel 2011, alla nipote Alessia Marchetti.
L'elettromeopatia non è comunque considerata una scienza attendibile dalla medicina ufficiale, ed essa ha un valore storico più che scientifico.

## Cesare Mattei nella cultura
Dostoevskji cita il Conte ne I fratelli Karamàzov, quando fa raccontare al diavolo di essere riuscito a guarire da terribili reumatismi grazie a un libro e a delle gocce del Conte Mattei
(Dostoevskji, I fratelli Karamàzov.)
È del 2019 il film docu-fiction dal titolo Il conte magico, realizzato dai registi Diego Schiavo e Marco Melluso, che narra le vicende del conte Cesare Mattei, che vede tra gli attori Ivano Marescotti, il duo Eraldo Turra e Luciano Manzalini, Roberta Giallo ed Antonio Pisu, vincitore delle Giornate del cinema Lucano a Maratea, che è stato presentato al Festival di Cannes 2020.

## Pubblicazioni
Mattei illustrò i suoi principi in numerose pubblicazioni, molte furono tradotte in diverse lingue europee:
- Un poco di storia sui rimedii Mattei, Bologna 1874; 2ª ed. 1881;
- Emancipazione dell'uomo dal medico pei rimedi Mattei, Bologna 1875;
- Elettromiopatia: scienza nuova che cura il sangue e sana l'organismo: libro dettato dal conte Cesare Mattei a bene dei popoli che la massima parte dei medici rifiuta di curare con l'elettromiopatia, Casale Monferrato 1878; 2ª ed., Bologna 1881;
- La scienza nuova del conte Cesare Mattei e la scienza vecchia del dott. C, Casale Monferrato 1878;
- Vade-mecum della elettromeopatia. Breve guida per chiunque voglia curarsi coll'elettromeopatia, Nizza 1879;
- Elettro-omeopatia, nuovo vade-mecum: nuova e vera guida ad ognuno che voglia curarsi da se stesso con la elettromeopatia, Bologna 1883, molte edizioni fino al 1937;
- Scienza nuova: storia dell'elettromiopatia, Bologna 1892.